# Quintipartite Deed
Il Quintipartite Deed (in italiano Atto Quintipartito) era un documento legale che divise la Provincia del New Jersey, separandola in Jersey occidentale e Jersey orientale, dal 1674 al 1702.
Il 1º luglio 1676, William Penn, Gawen Lawrie (che prestò servizio dal 1683 al 1686 come vice del governatore Robert Barclay), Nicholas Lucas ed Edward Byllynge firmarono un atto con Sir George Carteret, noto come Quintipartite Deed, in cui il territorio veniva diviso in due parti: il Jersey Orientale veniva preso da Carteret e il Jersey Occidentale da Byllynge e dai suoi fiduciari. L'atto divideva il New Jersey con una linea retta che partiva dal
Poco dopo la firma dell'atto, sorsero dispute sul punto di divisione esatto delle due province. Il primo tentativo di risolvere la questione, la linea Keith, fu creata dal geometra generale George Keith nel 1686 e corre da nord-nordovest dalla parte meridionale di Little Egg Harbor, passando appena a nord di Tuckerton, e raggiungendo verso l'alto un punto sul fiume Delaware che si trova appena a nord di Delaware Water Gap.
Per risolvere ulteriormente le controversie sulla proprietà, furono effettuati rilievi e mappe più accurati. Ciò portò alla linea Thornton, tracciata intorno al 1696, e alla linea Lawrence, tracciata intorno al 1743, che fu adottata come linea definitiva.